# Drag queen

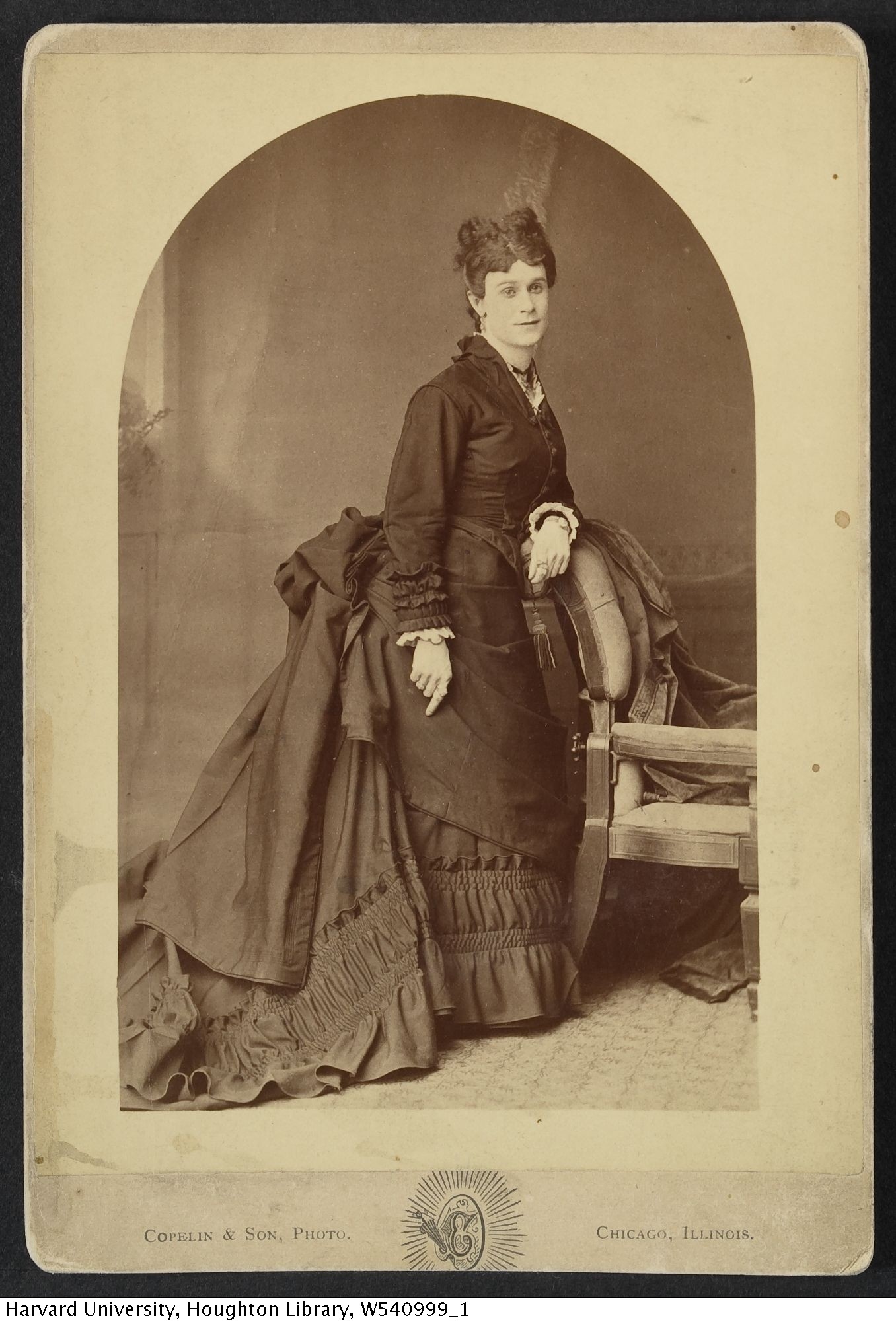
Il cantante Francis Leon (vero nome: Francis Patrick Glassey, 1844–post 1883) in abiti femminili

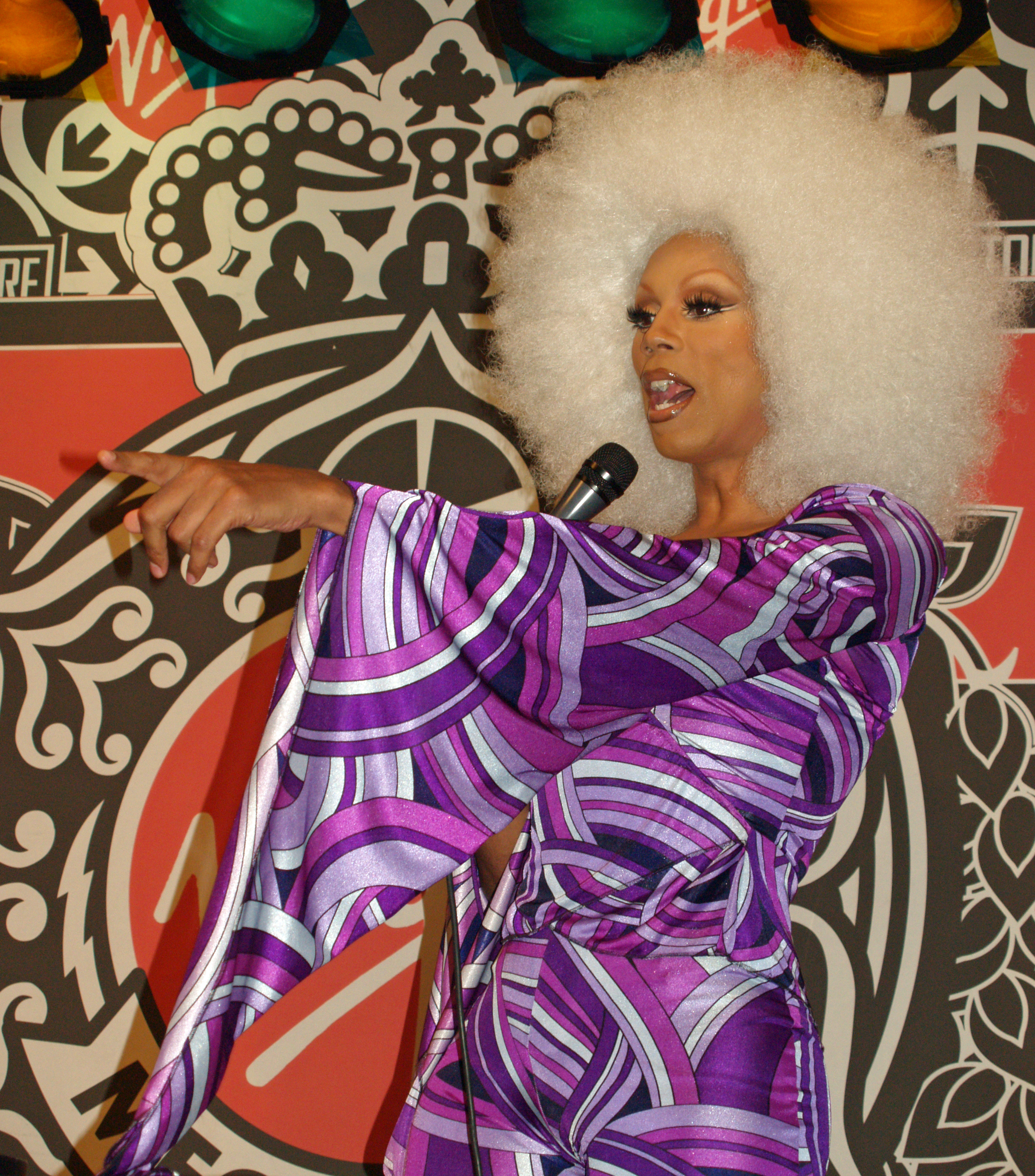
RuPaul, una delle icone drag più conosciute a livello mondiale

Una drag queen è una persona che pratica il drag attraverso la costruzione di un'identità femminile basata intenzionalmente su archetipi di femminilità e ruoli di genere, in modo temporaneo. Il mondo delle drag queen è generalmente associato all'omosessualità maschile e alle donne transgender, ma le drag queen possono appartenere a qualsiasi identità di genere o orientamento sessuale.
Una drag queen si traveste per esprimere la propria identità e/o nell'ambito dello spettacolo dal vivo, che può includere canto, danza, recitazione o lip sync. Le esibizioni avvengono solitamente durante eventi come le parate dell'orgoglio LGBTQ+, concorsi di bellezza, oppure in luoghi come i locali notturni.

## Terminologia

### Etimologia
L'etimologia del termine "drag queen" è discussa. Il primo uso documentato della parola "drag", impiegato per descrivere attori vestiti con abiti da donna, risale al 1870.

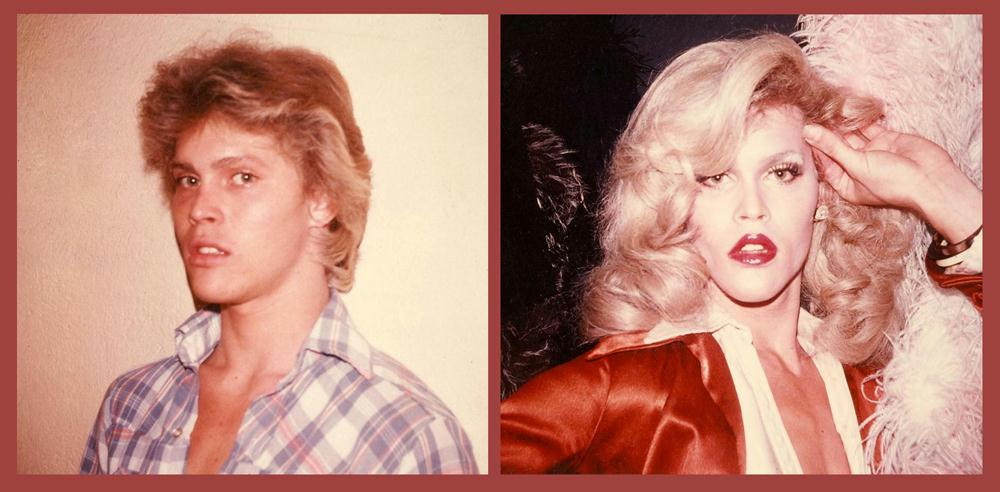
Logan Carter, il cui nome da drag queen era Roxanne Russell (1975)

Un'etimologia popolare suggerisce che "drag" sia l'acronimo di "Dressed Resembling A Girl" (vestito come una ragazza), usato per descrivere il travestitismo teatrale maschile. "Queen" potrebbe provenire invece dall'atteggiamento di finta regalità inscenato dalle persone che fanno drag. È anche collegato ai termini quean o qwene, che in anglosassone significavano semplicemente "donna", venendo in seguito usati riferendosi a donne promiscue e a uomini gay: la parola anglosassone potrebbe a sua volta derivare dall'olandese antico quene (donna anziana).
In lingua inglese, inoltre, il solo termine "drag", in questa accezione, significa portare abiti caratteristici del sesso opposto, ed è usato come verbo o come aggettivo, ma non come sostantivo. In Italia il termine "drag queen" è spesso abbreviato semplicemente in "drag" (esempio: "È una celebre drag"), cosa non ammissibile in inglese, dato che la parola "drag" usata come sostantivo ha molti altri significati ("She's a notorious drag", in particolare, significa: "È risaputo che è  una scocciatrice"...).

### Travestito

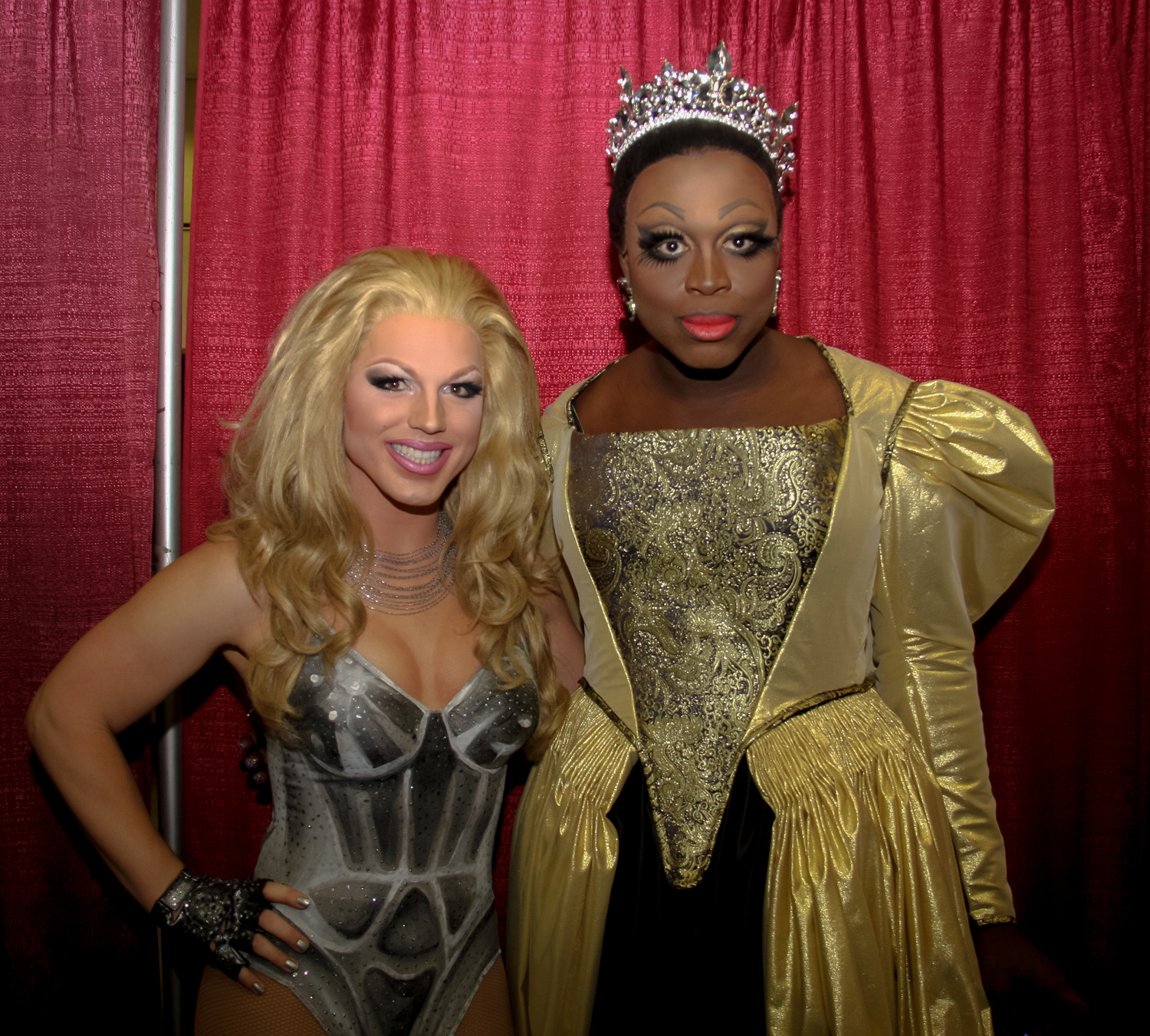
Due drag queen statunitensi: Derrick Barry (a sinistra) e Bob the Drag Queen (a destra)

Anche se è ancora usato, a volte riferirsi a una drag queen come "travestito" è considerato errato, perché non tutti gli artisti drag contemporanei cercano di creare l'illusione di essere una donna. Il travestitismo è ancora illegale in alcuni paesi, e questo fatto portò la drag queen José Sarria a distribuire etichette ai suoi amici su cui si leggeva, "I am a boy" ("Sono un maschio"), così che non potessero essere arrestati per travestitismo. La celebre drag queen statunitense RuPaul ha detto, "Io non faccio finta di essere una donna. Quante donne conoscete che riescono a camminare su un tacco 12, che indossano parrucche alte un metro e venti, e vestiti aderentissimi?" Ha anche aggiunto "Non mi vesto come una donna, mi vesto come una drag queen!"
Alcuni artisti distinguono tra travestiti, che vogliono emulare una figura femminile specifica come attrici o cantanti, e drag queen, che vogliono semplicemente creare una personalità femminile tutta loro. Altra differenza sta nel fatto che un travestito si veste del sesso opposto per fetish o nella vita di tutti i giorni, mentre una drag queen lo fa per un evento specifico o una performance, al fine di intrattenere un pubblico.

## In Italia
L'approccio italiano al drag ha uno stampo molto più teatrale, ispirato alle carriere dei grandi trasformisti. La prima drag queen italiana fu Dominot, celebre per i suoi spettacoli a Parigi e in Italia. Con gli anni 1990, le figure drag trovano maggiori spazi nell'ambito di discoteche e locali notturni, coniugando l'aspetto performativo a una maggior attenzione all'immagine. Tra le drag queen italiane più conosciute del pubblico italiano va menzionato il duo Karma B, che lavora per la Rai.
In Italia, dal 2003 si svolge ogni anno il concorso Miss Drag Queen Italia, a Torre del Lago Puccini, in Versilia. Concorrenti da tutta Italia che hanno superato le varie selezioni regionali, si contendono la corona di Drag Queen più rappresentativa d'Italia.
Nel corso degli anni nascono poi altri concorsi, mirati a dare spazio a tutte le varie sfumature del mondo drag: Beauty Queen, Regina d'Inverno, Drag Factor, Sanremo Drag, The Queen of Throne, Top Queen International, Drag e Quale, Androgynous, Drag per una Notte - MasterQueen, Eurovision Drag Contest, Euro Drag, Ciao DragQueen.
Dal 2021 la serie americana RuPaul's Drag Race è stata riproposta anche alla televisione italiana col titolo Drag Race Italia.

## Filmografia

### Cinema
- The Rocky Horror Picture Show (Regno Unito 1975), regia Jim Sharman, film commedia musicale, durata 100 min
- Il vizietto (Italia, Francia 1978), regia Édouard Molinaro, film commedia, durata 93 min
- Amici, complici, amanti (USA 1988), regia Paul Bogart, film commedia, con Anne Bancroft, Matthew Broderick, Harvey Fierstein, Ken Page, durata 120 minuti
- Priscilla - La regina del deserto (Australia 1994), regia Stefan Elliot, film commedia, durata 92 min, MGM
- A Wong Foo, grazie di tutto! Julie Newmar (USA 1995), regia Beeban Kidron, film commedia, durata 108 min, Universal
- Romeo + Giulietta di William Shakespeare (USA 1996), regia Baz Luhrmann, film drammatico, durata 115 min, 20th Century Fox
- Markova: ragazzo di piacere (Filippine 2001), regia Gil M. Portes, film drammatico, durata 97 min
- Hedwig - La diva con qualcosa in più (USA 2001), regia John Cameron Mitchell, film drammatico, durata 95 min, FineLines Features
- Connie & Carla (USA 2004), regia Michael Lembeck, film commedia, durata 98 min, Spyglass Entertainment
- Kinky Boots - Decisamente diversi (Gran Bretagna, 2005), regia Julian Jarrold, film drammatico, durata 107 min, Miramax Films
- Tutti parlano di Jamie (Gran Bretagna, 2021), regia Jonathan Butterell, film musicale drammatico, durata 115 min, 20th Century Studios

### Televisione
- RuPaul's Drag Race (2009-presente)
- RuPaul's Drag Race: Untucked! (2009-presente)
- RuPaul's Drag U (2010-2012)
- RuPaul's Drag Race All Stars (2012-presente)
- The Switch Drag Race (2015-2018)
- RuPaul's Drag Race Green Screen Christmas (2015)
- The Boulet Brothers' Dragula (2016-presente)
- Drag Race Thailand (2018-presente)
- Dancing Queen (2018-presente)
- Super Drags (2018)
- House of Drag (2018-presente)
- RuPaul's Drag Race Holi-Slay Spectacular (2018)
- RuPaul's Drag Race UK (2019-presente)
- Queen of Drags (2019-presente)
- AJ and the Queen (2020)
- We're Here (2020-presente)
- RuPaul's Secret Celebrity Drag Race (2020-presente)
- Canada's Drag Race (2020-presente)
- RuPaul's Drag Race Vegas Revue (2020-presente)
- Drag Race Holland (2020-presente)
- The Boulet Brothers' Dragula Resurrection (2020)
- Call Me Mother (2021)
- Drag Race Italia (2021)
- Non sono una signora (2023)

### Webserie
- La Más Draga (2018-presente)
- Drag Tots (2018)
- Camp Wannakiki (2018-presente)
- TNT Drag (2020-presente)
- Love For The Arts (2020-presente)

## Teatro
- Priscilla, la regina del deserto, musical tratto dal film omonimo
- Kinky Boots, musical tratto dal film omonimo
- Tutti parlano di Jamie, musical tratto dal documentario della BBC Three, Jamie Drag Queen at 16